# Marie-Adélaïde Barthélemy-Hadot
Marie-Adélaïde Barthélemy-Hadot (Troyes, 15 de junho de 1763 — Paris, 19 de fevereiro de 1821) foi uma romancista e dramaturga francesa.